# Wolfgang Mattheuer

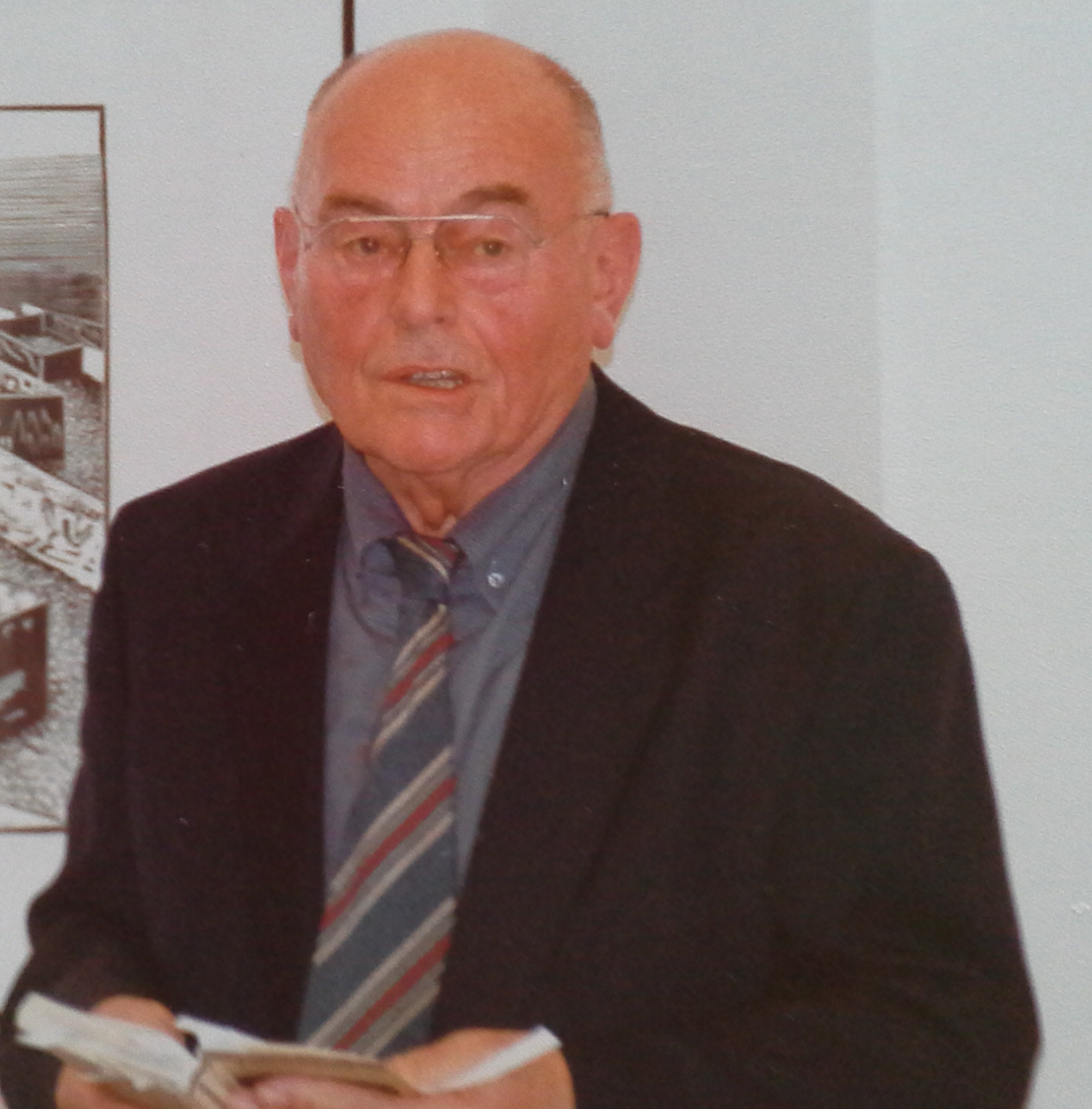
Wolfgang Mattheuer am 23. Oktober 1998 in der Galerie Hintersdorf

Wolfgang Mattheuer (* 7. April 1927 in Reichenbach im Vogtland; † 7. April 2004 in Leipzig) war ein deutscher Maler, Grafiker und Bildhauer. Neben Werner Tübke und Bernhard Heisig gehört er zu den Hauptvertretern der so genannten Leipziger Schule.

## Leben und Werk
Mattheuers Vater Otto Walter Mattheuer war Buchbinder in dem polygrafischen Großbetrieb Carl Werner, seine Mutter Helene Mattheuer, geborene Spindler, Hausfrau. Wolfgang Mattheuer hatte zwei Schwestern, Gerda und Annerose. Nach dem Schulbesuch in Reichenbach (1933 bis 1941) absolvierte er von 1941 bis 1944 eine Lehre als Lithograph in der Firma Carl Werner in Reichenbach. Erste künstlerische Arbeiten entstanden während der Teilnahme an betriebsinternen Zeichenkursen. Nach Abschluss seiner Ausbildung konnte er ein Studium der Gebrauchsgrafik, das ihm nach einem gewonnenen Wettbewerb in München in Aussicht gestellt wurde, wegen seiner Einberufung zu den Gebirgsjägern nach Salzburg nicht antreten. 1945 wurde Mattheuer an der Front in der Slowakei verwundet und in ein Lazarett nach Prag gebracht. Er geriet in Kriegsgefangenschaft durch die Rote Armee, aus der ihm die Flucht gelang.
1945 kehrte Mattheuer nach Reichenbach zurück und musste sich an der Demontage der Firma Carl Werner beteiligen. Von 1946 bis 1947 besuchte er die Kunstgewerbeschule in Leipzig, wo er seiner späteren Frau Ursula Neustädt begegnete. Von 1947 bis 1951 studierte Mattheuer an der Hochschule für Graphik und Buchkunst in Leipzig bei den Professoren Egon Pruggmayer, Walter Arnold und Elisabeth Voigt. Das Studium schloss er mit dem Grafikdiplom ab.
Von 1951 bis 1952 arbeitete er als Grafiker bei der „Illustrierten Rundschau“ in Berlin. 1952 kehrte er nach Leipzig zurück, heiratete die Grafikerin Ursula Neustädt und begann eine Lehrtätigkeit an der Hochschule für Grafik und Buchkunst (1952 bis 1956 Assistent, 1956 bis 1965 Dozent, 1965 bis 1974 Professor). Während seiner Lehrtätigkeit wirkte er auf viele seiner Schüler prägend, z. B. Sighard Gille, Erich Kissing und Wolfgang Peuker. Der Hochschullehrer Wolfgang Mattheuer bewirkte als Mitglied der ersten Absolventengeneration der Hochschule für Grafik und Buchkunst gemeinsam mit seinen Kollegen Bernhard Heisig und Werner Tübke eine Richtungsänderung weg von der Lehre des Sozialistischen Realismus. Diese drei Künstler gelten als Vertreter der sogenannten Leipziger Schule, die ab 1960 für das Kunstschaffen der DDR bedeutsam wurde und die Akademie bekannt und ihre Begründer erfolgreich machte. Auf eigenen Wunsch legte Wolfgang Mattheuer 1974 sein Lehramt nieder und arbeitete fortan nur noch freiberuflich. Ab 1978 war er Mitglied der Akademie der Künste der DDR.
1953 kauften erstmals private Sammler Bilder und Grafiken. 1954 war Mattheuer das erste Mal auf der Leipziger Bezirkskunstausstellung mit Gemälden vertreten. Er hatte dann in der Zeit der DDR im In- und Ausland eine außerordentlich große Zahl von Einzelausstellungen und Ausstellungsbeteiligungen, u. a. von 1958 bis 1988 von der Vierten Deutschen Kunstausstellung bis zur X. Kunstausstellung der DDR in Dresden. 1965 erwarb als erstes Museum die Staatliche Galerie Moritzburg in Halle/Saale unter Heinz Schönemann eines seiner Bilder (Kain, 1965).
1963 freundete sich Mattheuer mit der Studentin seiner Fachklasse Inge Gohrisch an. 1966 wurde Mattheuers Sohn Richard Gohrisch (Brüx) geboren.
Seit 1962 wohnte und arbeitete er außer in seinem Reichenbacher Elternhaus auch in einer Altbauwohnung am Clara-Zetkin-Park in Leipzig, in der zwei4,20 m hohe Zimmer ihm und seiner Frau als Atelier dienten. Nachdem er anfangs nur als Maler und Grafiker tätig gewesen war, schuf er seit 1971 auch plastische Arbeiten. Sein bekanntestes Werk war dabei die Plastik Der Jahrhundertschritt (1984), in der er eine Bilanz der gesellschaftlichen Widersprüche des 20. Jahrhunderts zieht. Der Gegensatz von Faschismus, Sozialismus, Barbarei und Reaktion fordert vom Betrachter eine eigene Einschätzung. 1974/75 fand in der Galerie Neue Meister parallel zur großen Caspar-David-Friedrich-Ausstellung eine Personalausstellung Wolfgang Mattheuer statt. 1977 war Mattheuer an der documenta 6 in Kassel beteiligt, als es dort um das Thema Neue realistische Kunst ging und er als Vertreter des Sozialistischen Realismus des anderen deutschen Staates vorgestellt wurde. 1984 nahm er an der 41. Biennale in Venedig teil.
Inspiration für seine Arbeiten fand Wolfgang Mattheuer bei Caspar David Friedrich, bei den alten holländischen Malern, aber auch bei Künstlern des 20. Jahrhunderts wie Picasso, Léger, Magritte, Beckmann und Hofer. Die Inhalte von Mattheuers Werk speisten sich aus allem, was er sah, las und erlebte. Sein Hauptthema war die Auseinandersetzung mit der Wirklichkeit, im eigenen Land, aber auch weltweit, stets schwankend zwischen Hoffnung und Zweifel, Widerstand und Resignation.
Am 7. Oktober 1988, dem Nationalfeiertag der DDR (ein Jahr vor der Wende) trat er mit einem offenen Brief aus der SED aus, der er 1958 – nach Chruschtschows forcierter Entstalinisierung – beigetreten war. Umfangreiche Akten der Staatssicherheit belegen, dass Mattheuer seit den 1960er-Jahren bespitzelt und gegen Ende der DDR sogar als Staatsfeind eingestuft wurde. Im Jahr 1989 beteiligte sich Mattheuer aktiv an den Leipziger Montagsdemonstrationen.

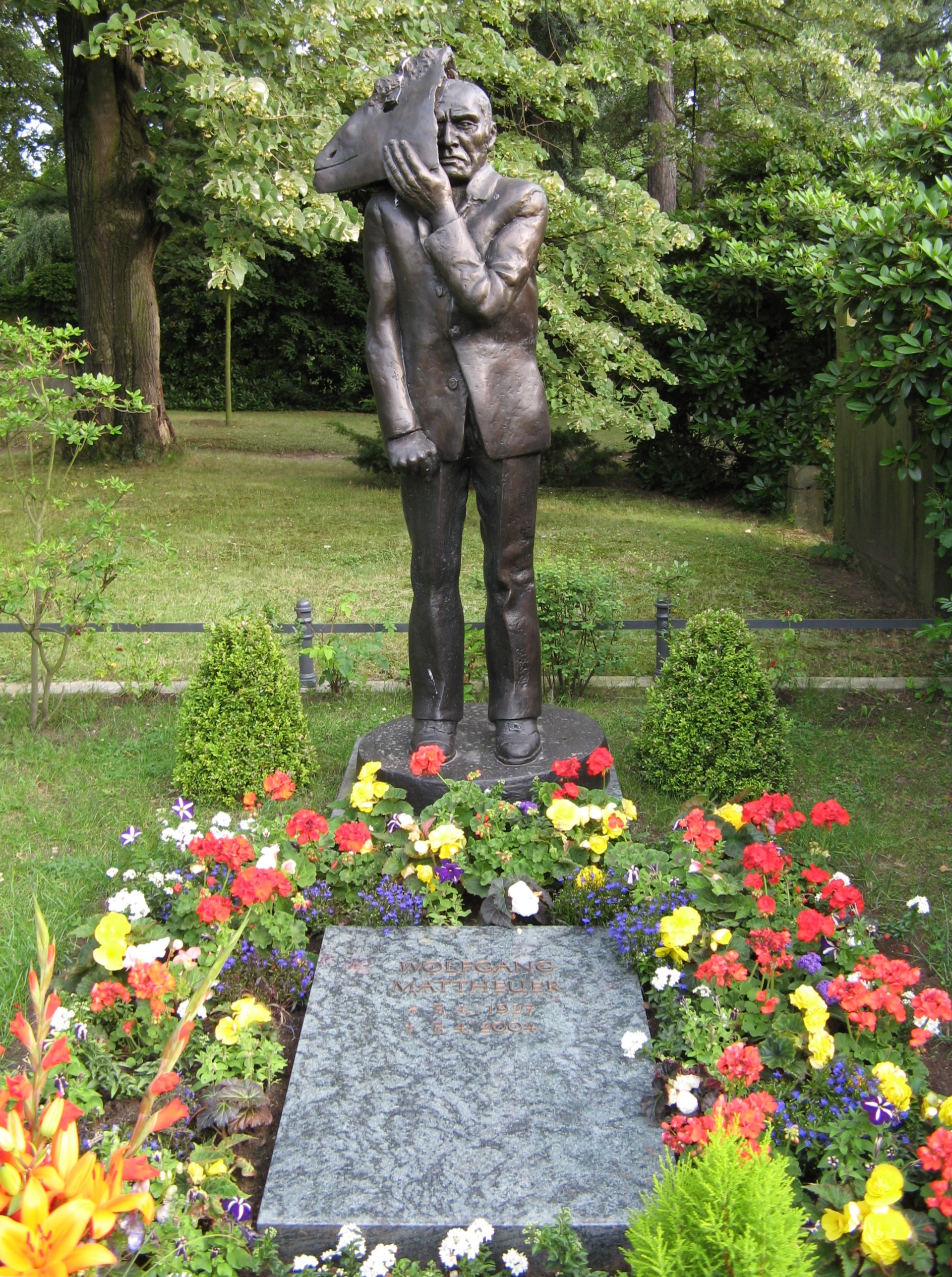
Grabstätte Mattheuers auf dem Leipziger Südfriedhof mit Bronzeplastik „Gesichtzeigen“, Juni 2007

Wolfgang Mattheuer starb am 7. April 2004 in der ersten Stunde seines 77. Geburtstages an Herzversagen, nachdem er eine Woche zuvor wegen einer beim Sturz gebrochenen Hand ins Krankenhaus eingeliefert worden war. Seine letzte Ruhestätte befindet sich auf dem Leipziger Südfriedhof (II. Abteilung).
Wolfgang Mattheuer galt als Chronist der Gesellschaft. Nach seinem Tod wurde im Jahr 2006 die Ursula Mattheuer-Neustädt und Wolfgang Mattheuer Stiftung mit Sitz in Leipzig gegründet. Ihr Anliegen und Zweck ist es, das künstlerische Werk beider Künstler zu bewahren und der Öffentlichkeit zugänglich zu machen. Darüber hinaus sollen das Wirken von Wolfgang Mattheuer als akademischer Lehrer und seine Ausstrahlung auf Schüler und künstlerische Nachfahren hervorgehoben werden.

## Ehrungen
- 1968: Kunstpreis der Stadt Leipzig
- 1973: Kunstpreis der DDR
- 1975: Nationalpreis der DDR, II. Klasse
- 1984: Nationalpreis der DDR für Kunst und Literatur, I. Klasse
- 1985: Hans-Grundig-Medaille
- 1987: Ehrenbürgerschaft von Reichenbach im Vogtland[2]
- 1993: Verleihung des Verdienstkreuzes I. Klasse zum Verdienstorden der Bundesrepublik Deutschland durch Richard von Weizsäcker
- 2011: Benennung einer Straße im Ortsteil Probstheida als Mattheuerbogen[3]
- 2003: Mitglied der Freien Akademie der Künste Hamburg
- postum 2004: Verleihung der Ehrenmedaille der Stadt Leipzig

## Werke

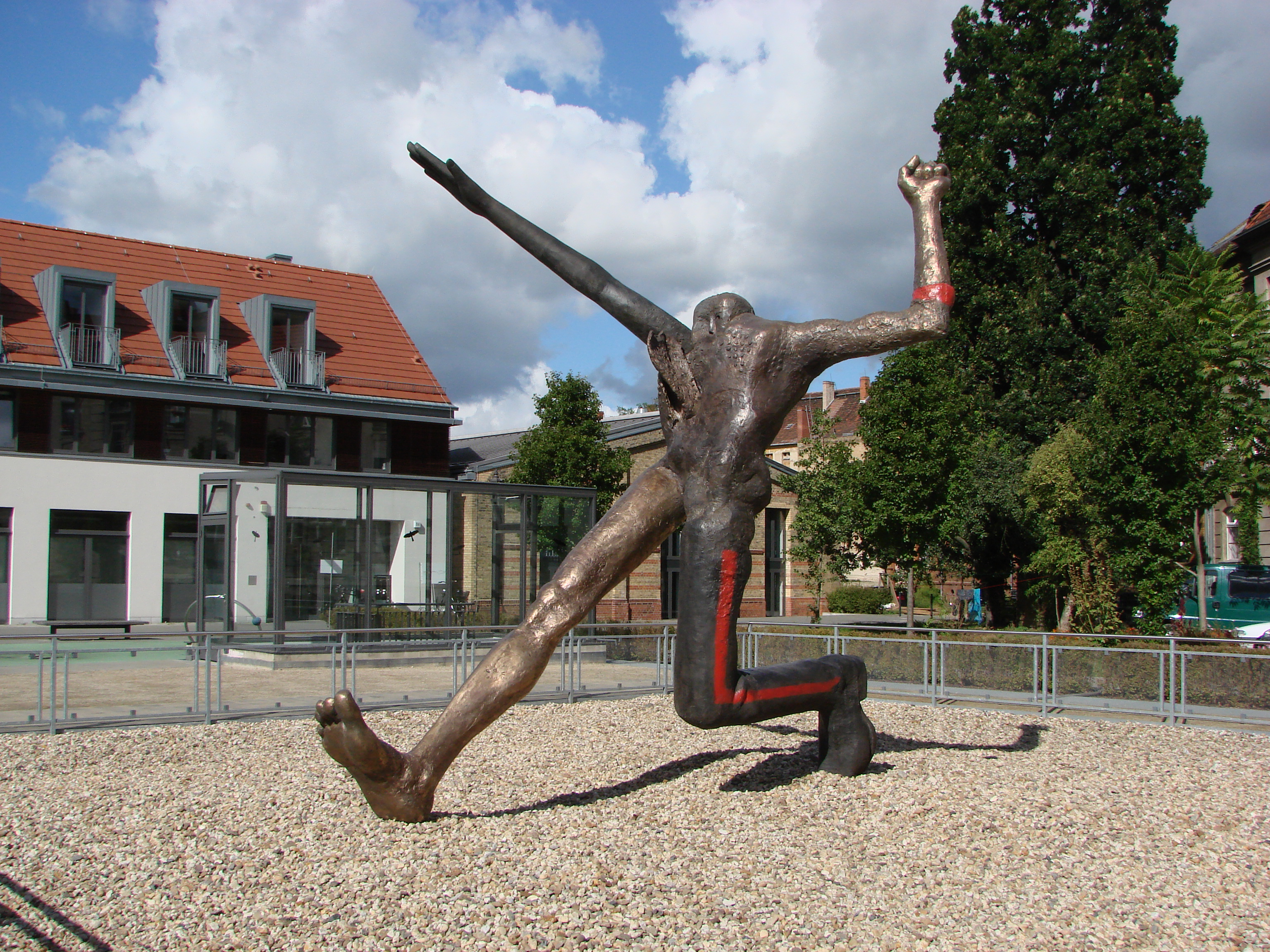
Bronzeplastik Der Jahrhundertschritt in Potsdam auf dem Hof des Kutschstalls

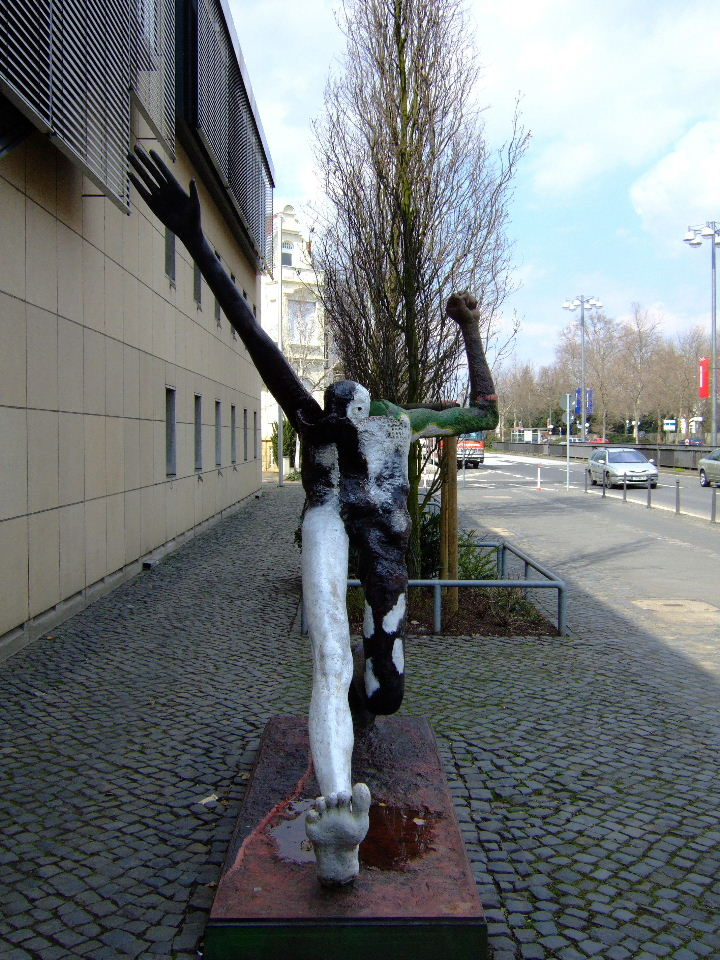
Der Jahrhundertschritt – Eisenabguss vor dem Haus der Geschichte in Bonn

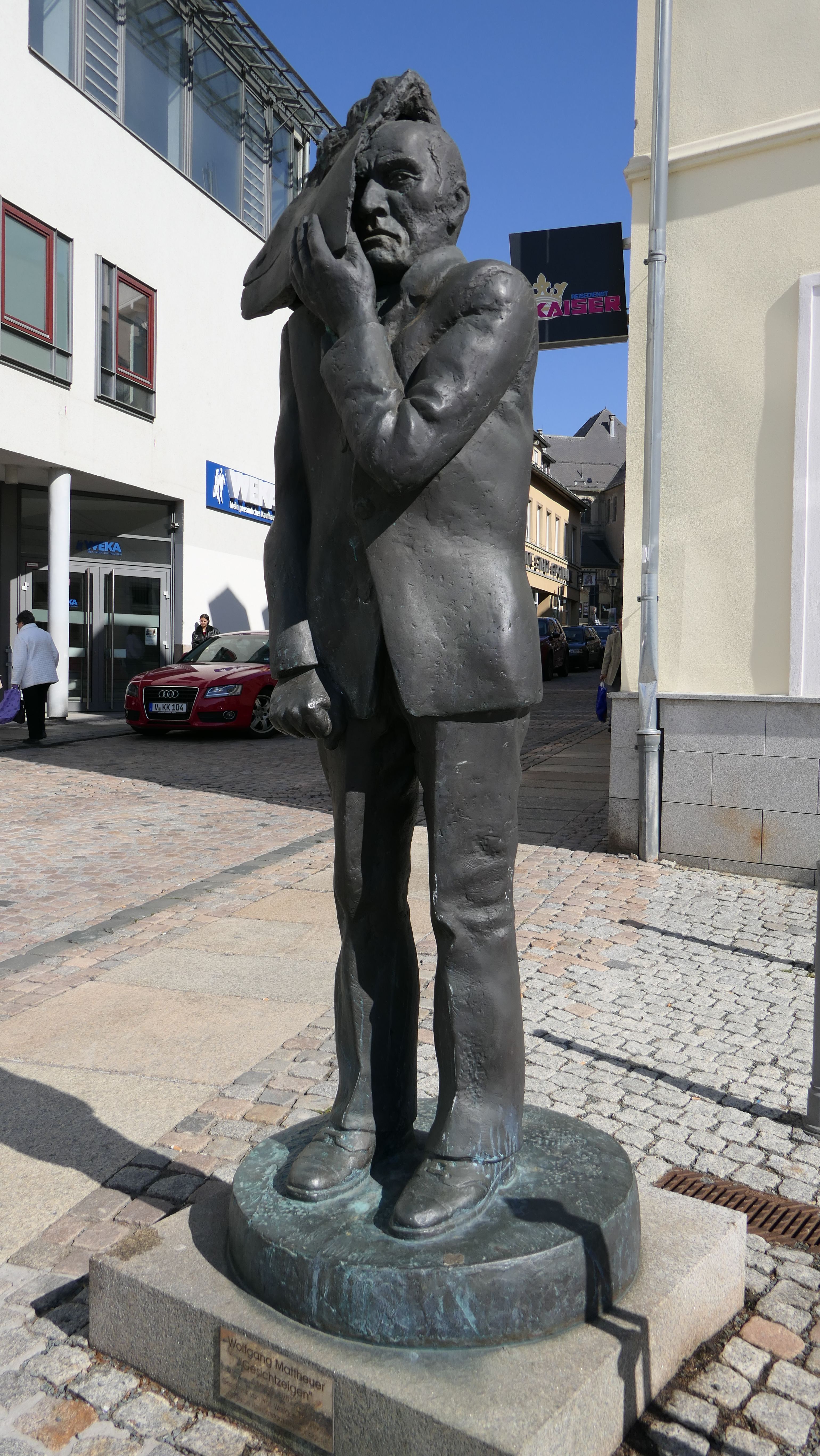
Bronze-Statue Gesichtzeigen auf dem Markt von Reichenbach/Vogtland

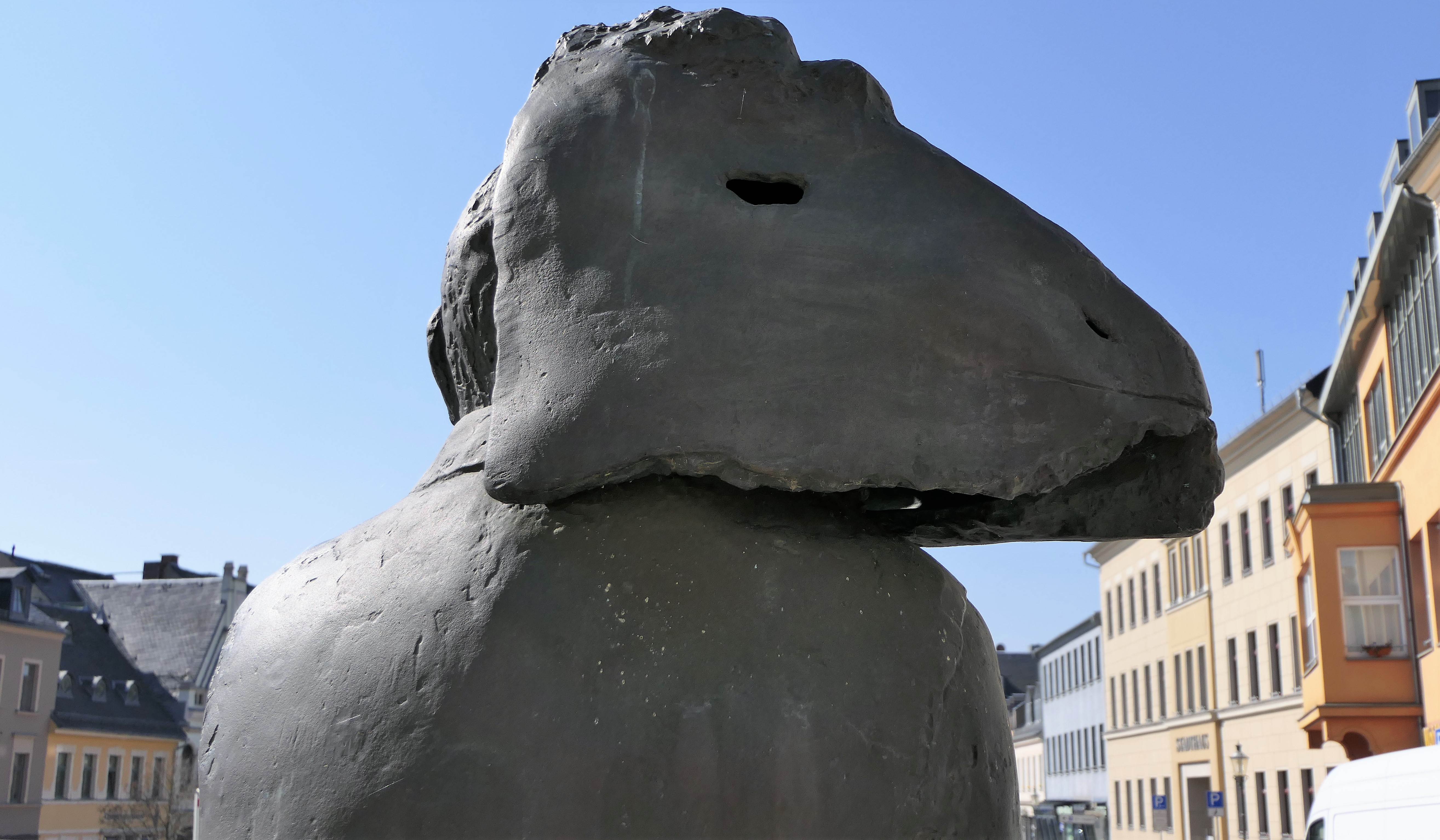
Rückansicht der Bronzeplastik

Das Werk Wolfgang Mattheuers umfasst 740 Gemälde, mehr als 5500 Zeichnungen, circa 850 Druckgrafiken sowie 50 Plastiken und Objekte.

### Zeichnungen (Beispiel)
- 1981: Prometheus verlässt das Theater oder Das Ende der Aufklärung. Bleistift 60 × 80,2 cm, Privatbesitz.

### Druckgraphik (Beispiel)
- 1981/1995: Meine Sonnen heißen: Trotz alledem. Holzschnitt 1981 45,5 × 45,5 cm; 1995 teilkolorierte Auflage von 30 Blatt.

### Gemälde (Beispiele)
- 1965: Kain, 96 × 118 cm, Staatliche Galerie Moritzburg Halle/Saale.
- 1967: Adam wartet, 118 × 96 cm, Staatliche Galerie Moritzburg Halle/Saale.
- 1968: Tauwetter (erste Fassung) 50 × 70 cm, Privatbesitz.
- 1969: Das große Dachfenster
- 1970: Schwebendes Liebespaar, 96 × 118 cm, Staatliches Museum Schwerin,
- 1971: Das blaue Leipzig, 119,5 × 96 cm, Museum der bildenden Künste Leipzig.
- 1971/1972: Osterspaziergang II, 58 × 89 cm, Museum Moderne Kunst Wien.
- 1972: Die Flucht des Sisyphos, 96 × 118 cm, Galerie Neue Meister Dresden.
- 1973: Ein weites Feld, 105 × 129 cm, Nationalgalerie Berlin.
- 1973: Hinter den sieben Bergen, 170 × 130 cm, Museum der bildenden Künste Leipzig.[6]
- 1973/1974: Die Ausgezeichnete, 125 × 100 cm, Nationalgalerie Berlin.
- 1979: Unterbuchwald, 85 × 70 cm, Privatbesitz.
- 1986: Draußen, Drinnen und Ich, 200 × 200 cm, Nationalgalerie Berlin, Leihgabe Sammlung Fritz P. Mayer
- 1985: Geh aus deinem Kasten, 147 × 253 cm, Sprengel-Museum Hannover.
- 2002: Nichts Neues im neuen Jahrhundert

### Plastiken (Auswahl)
- 1975: Sisyphos im Rad
- 1979: Verstrickt
- 1981: Mann mit Maske (Maskenmann). In Erinnerung an die Montagsdemonstrationen wurde die in mehreren Güssen verbreitete Plastik in Leipzig in Gesichtzeigen umbenannt. Die Heilbronner Kopie behielt ihren ursprünglichen Namen.[7]

Weitere Güsse der Bronze: Nationalgalerie, Berlin; Museum der bildenden Künste, Leipzig; Südfriedhof, Grab von Wolfgang Mattheuer; Stadt Heilbronn; Reichenbach im Vogtland, Marktplatz vor dem Rathaus
- 1984: Der Jahrhundertschritt

Weitere Abgüsse: Haus der Geschichte, Bonn (Eisen); Grundkreditbank, Berlin (Eisen); Stiftung Moritzburg, Halle/Saale (Bronze); Museum Ludwig, Oberhausen (Bronze); Zeitgeschichtliches Forum, Leipzig (Bronze); Solbrigplatz, Reichenbach im Vogtland
- 1996: Ikarus erhebt sich
- 2001: Flüchtende

## Werkstandorte
- Aachen, Ludwig Forum für Internationale Kunst
- Ahrenshoop, Kunstmuseum Ahrenshoop
- Altenburg, Lindenau-Museum
- Augsburg, Kunstmuseum Walter
- Bad Frankenhausen, Panoramamuseum
- Berlin, Deutsches Historisches Museum
- Berlin, Kunstsammlung der Berliner Volksbank
- Berlin, Bundestag
- Berlin, Staatliche Museen – Nationalgalerie
- Beeskow, Kunstarchiv Beeskow
- Bonn, Stiftung Haus der Geschichte der Bundesrepublik Deutschland
- Budapest, Ludwig Museum
- Chemnitz, Kunstsammlungen
- Dresden, Staatliche Kunstsammlungen, Galerie Neue Meister
- Durbach, Museum für aktuelle Kunst – Sammlung Hurrle
- Erfurt, Angermuseum
- Frankfurt am Main, Kunstsammlung Deutsche Bundesbank
- Frankfurt am Main, Städel-Museum
- Frankfurt (Oder), Museum Junge Kunst
- Halle/Saale, Stiftung Moritzburg, Kunstmuseum des Landes Sachsen-Anhalt
- Hannover, Sprengel Museum
- Köln, Museum Ludwig
- Leipzig, Kunstsammlung der Sparkasse
- Leipzig, Museum der bildenden Künste
- Leipzig, Sammlung Fritz P. Mayer – Leipziger Schule
- Leipzig, Stadtgeschichtliches Museum
- Leipzig, Zeitgeschichtliches Forum
- Magdeburg, Kulturhistorisches Museum
- Mannheim, Kunsthalle
- Nürnberg, Germanisches Nationalmuseum
- Peking, Ludwig Museum für Internationale Kunst
- Plauen, Vogtlandmuseum
- Potsdam, Sammlung der LBS Ostdeutsche Landesbausparkasse A
- Potsdam, Sammlung Hasso Plattner
- Reichenbach im Vogtland, Marktplatz vor dem Rathaus
- Reutlingen, Kunstmuseum Reutlingen
- Rostock, Kunsthalle Rostock
- Schwerin, Staatliches Museum
- St. Petersburg, Museum Ludwig im Russischen Museum
- Weimar, Klassik Stiftung Weimar, Neues Museum und Schloßmuseum
- Wien, Museum Moderner Kunst Stiftung Ludwig
- Würzburg, Museum am Dom

## Ausstellungen (Auswahl)
- Wolfgang Mattheuer nahm 1974 an der documenta 6 und 1984 an der 41. Biennale in Venedig teil.
- „Wolfgang Mattheuer – das druckgrafische Werk“, Rathausgalerie Grimma, 17. November 2018 – 13. Januar 2019[8]

## Film
- Wolfgang Mattheuer, Regie: Reiner E. Moritz, Dokumentation 51 Min., Arthaus Musik, 2009 (1991), ISBN 978-3-941311-78-7.

## Publikationen (Auszug)
- 1974: Staatliche Kunstsammlungen Dresden (Hrsg.): Wolfgang Mattheuer, Ausstellungskatalog Gemäldegalerie Neue Meister – Albertinum, Dresden, mit dem Text von Joachim Uhlitzsch: „Der ungewöhnliche Realismus Wolfgang Mattheuers“
- 1978: Museum der bildenden Künste Leipzig: Wolfgang Mattheuer, Ausstellungskatalog, Leipzig
- 1987: Staatliche Galerie Moritzburg Halle: Wolfgang Mattheuer – Zeichnungen, Ausstellungskatalog
- 1988: Nationalgalerie der Staatlichen Museen zu Berlin: Nähe und Horizont – Wolfgang Mattheuer, Ausstellungskatalog Henschelverlag, Berlin
- 1988: Heinz Schönemann: Wolfgang Mattheuer. Umfassende Monografie. E. A. Seemann-Verlag, Leipzig.
- 1990: Wolfgang Mattheuer: Äußerungen, Texte und Grafik. Reclam-Verlag, Leipzig.
- 1995: Städtisches Kunstmuseum Spendhaus Reutlingen: Wolfgang Mattheuer – Vom Holz. Ausstellungskatalog der Holzstöcke und Holzschnitte. Reutlingen
- 1997: Ursula Mattheuer-Neustädt: Bilder als Botschaft – Die Botschaft der Bilder. Betrachtungen zum Werk. Faber & Faber, Leipzig.
- 2002: Ingrid Mössinger, Kerstin Drechsel (Hrsg.): Wolfgang Mattheuer. Ausstellungskatalog Retrospektive Kunstsammlungen Chemnitz. Seemann-Verlag, Leipzig.
- 2005: Edition Galerie Schwind: Wolfgang Mattheuer – Werkverzeichnis der Plastiken und Objekte. Frankfurt a. Main.
- 2005: Suermondt-Ludwig-Museum Aachen: Wolfgang Mattheuer – Ikarus, der Unerkannte und der Jahrhundertschritt. Ausstellungskatalog Zeichnungen aus Privatbesitz, Aachen.
- 2007: Museum der bildenden Künste Leipzig: Wolfgang Mattheuer – Abend, Hügel, Wälder, Liebe. Der andere Mattheuer. Ausstellungskatalog.
- 2007: Ursula Mattheuer-Neustädt, Heinz Schönemann u. a. (Hrsg.): Meine Sonnen heißen: Trotz alledem. Erinnerungen an Wolfgang Mattheuer. Verlag Faber & Faber, Leipzig.
- 2008: Ingrid Mössinger, Kerstin Drechsel (Hrsg.): Wolfgang Mattheuer – Flugversuch. Ausstellungskatalog der Retrospektive der Zeichnungen. Edition Minerva, München.
- 2009: Jürgen Lennsen (Hrsg.): Wolfgang Mattheuer – Jahrhundertschritt. Katalog der Ausstellung im Museum am Dom. Würzburg.
- 2010: Ingrid Mössinger, Kerstin Drechsel (Hrsg.): Wolfgang Mattheuer, Das druckgrafische Werk – Schenkung Hartmut Koch. Bestandsverzeichnis des druckgrafischen Werkes (deutsche und englische Ausgabe). Wienand-Verlag, Köln, ISBN 978-3-86832-031-2.
- 2022: Paola Malavassi (Hrsg.): Wolfgang Mattheuer - Der Nachbar, der will fliegen, Stan Douglas - Potsdamer Schrebergärten. Katalog zu den beiden Eröffnungsausstellungen des neuen Ausstellungshauses Das Minsk, Potsdam. Hatje Cantz verlag, Berlin.